# 迪耶普国际风筝节

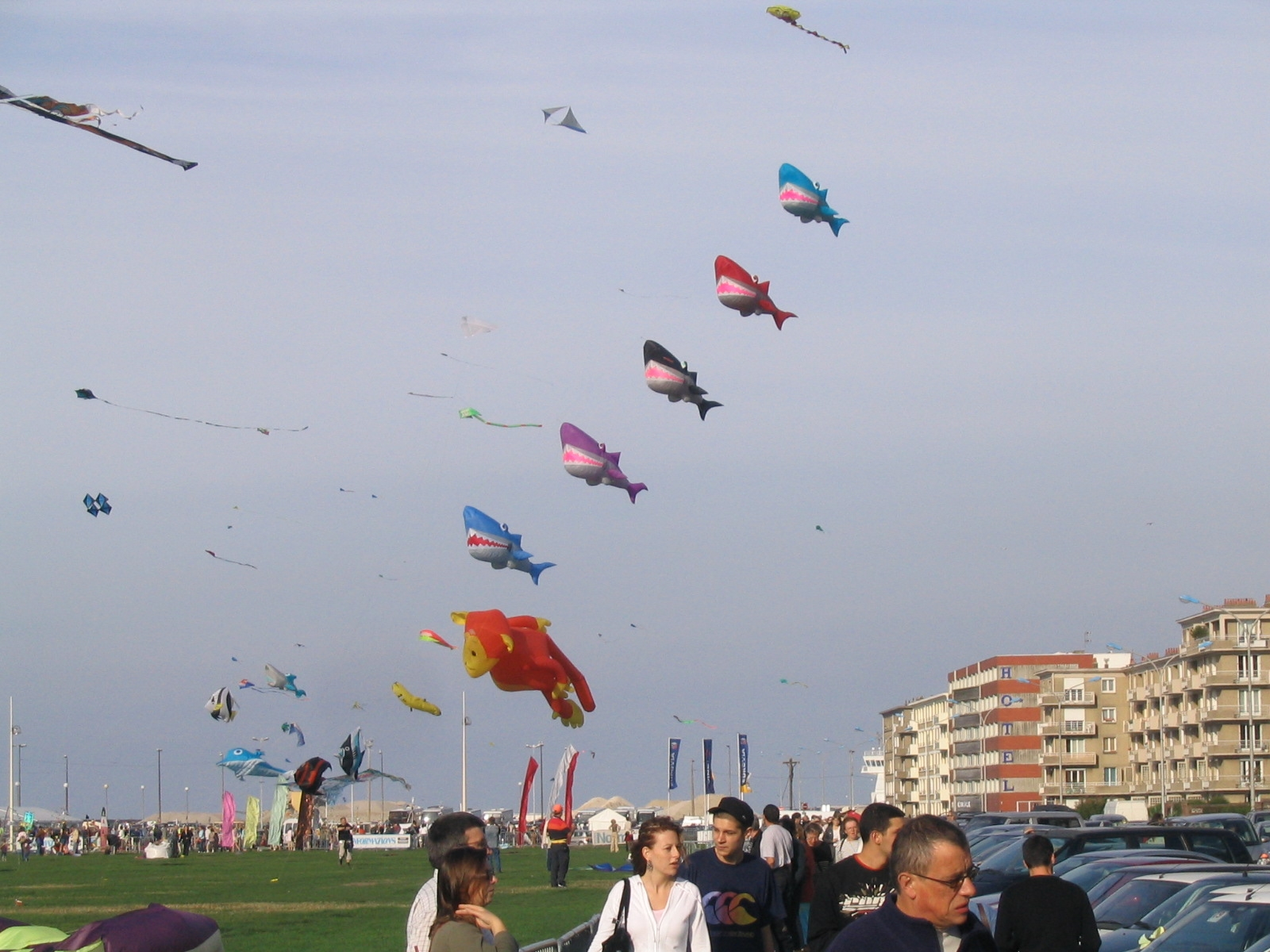
迪耶普国际风筝节

迪耶普国际风筝节（法語：Festival international de cerf-volant de Dieppe）是法国海滨城市迪耶普每两年的9月会举行的一项庆典活动。

## 历史
1980年在法国海滨城市迪耶普建立，每两年举办一次，每届吸引约50万游客前来参观。

## 画廊

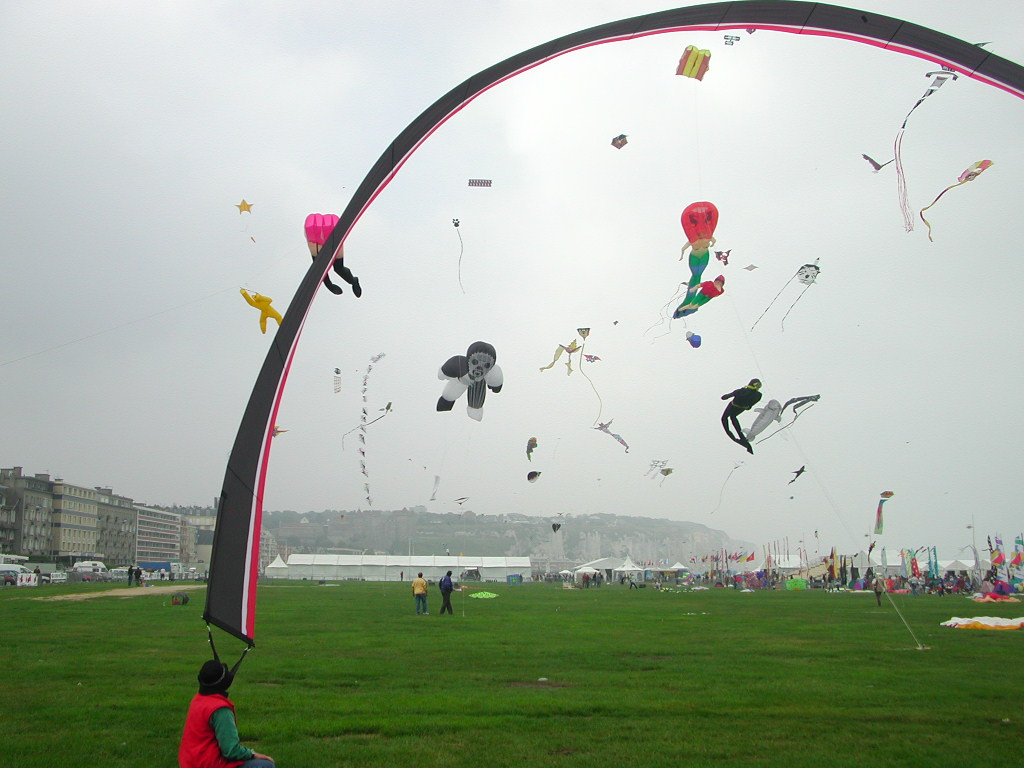
1988年
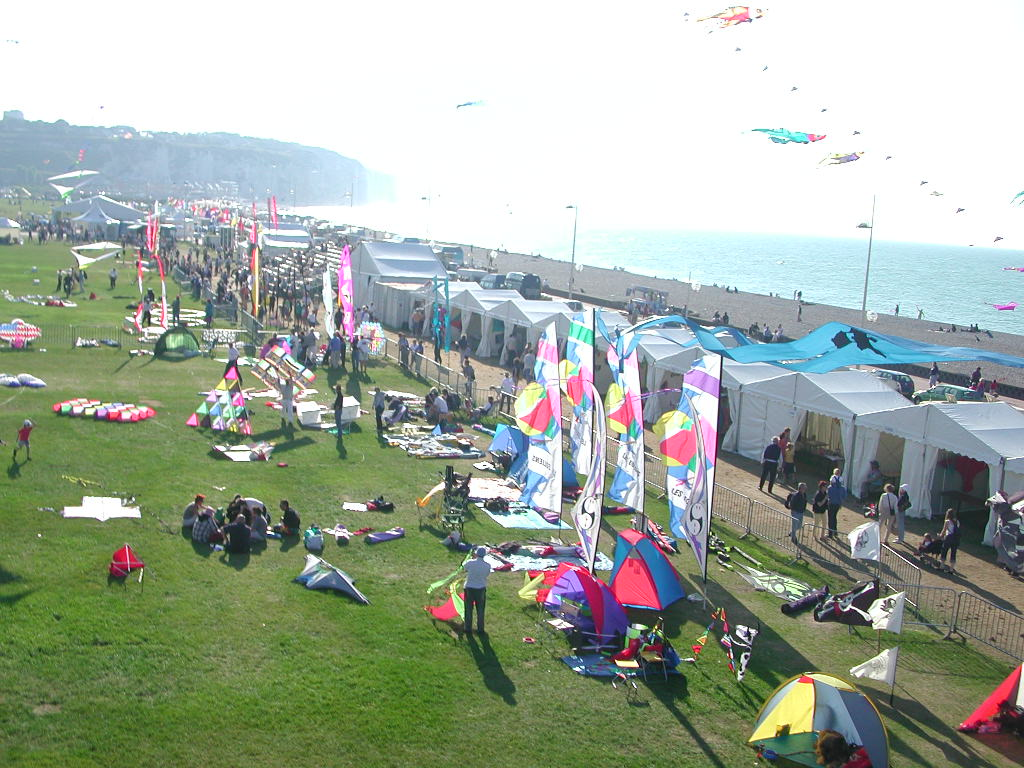
1988年
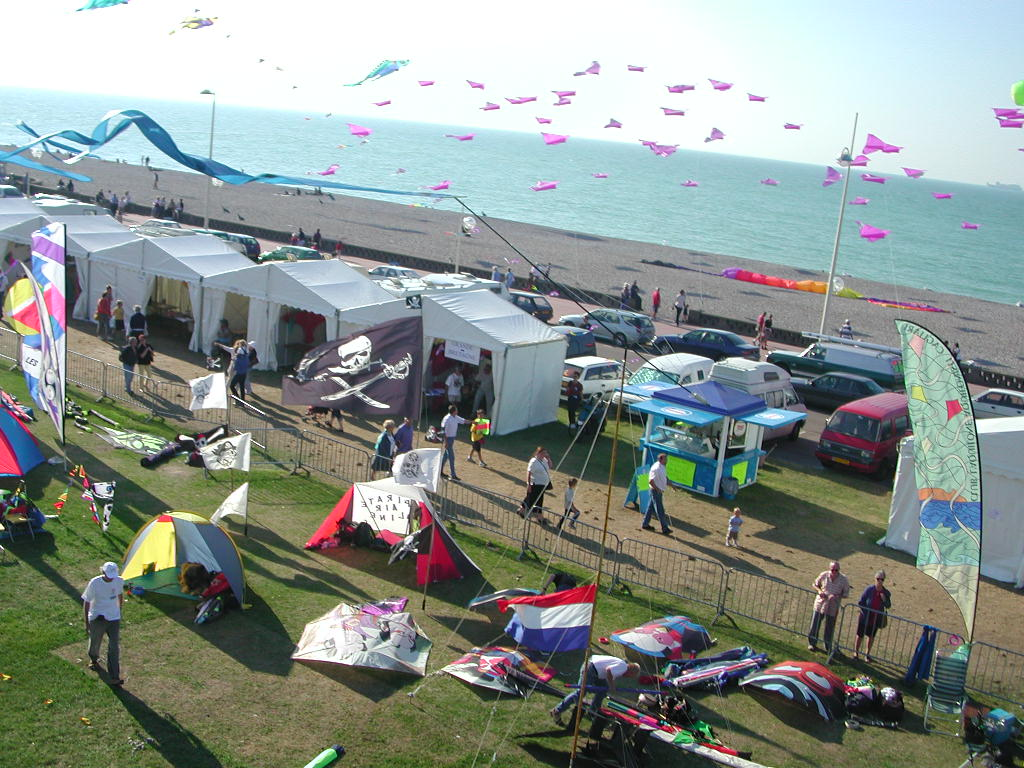
1988年
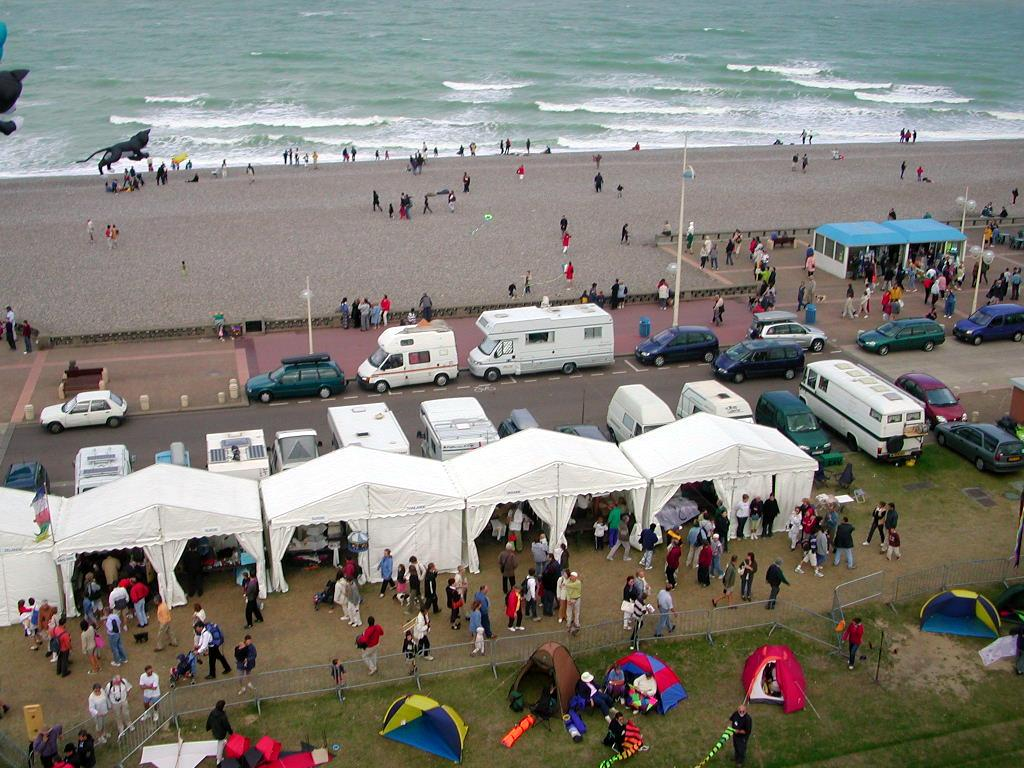
1988年
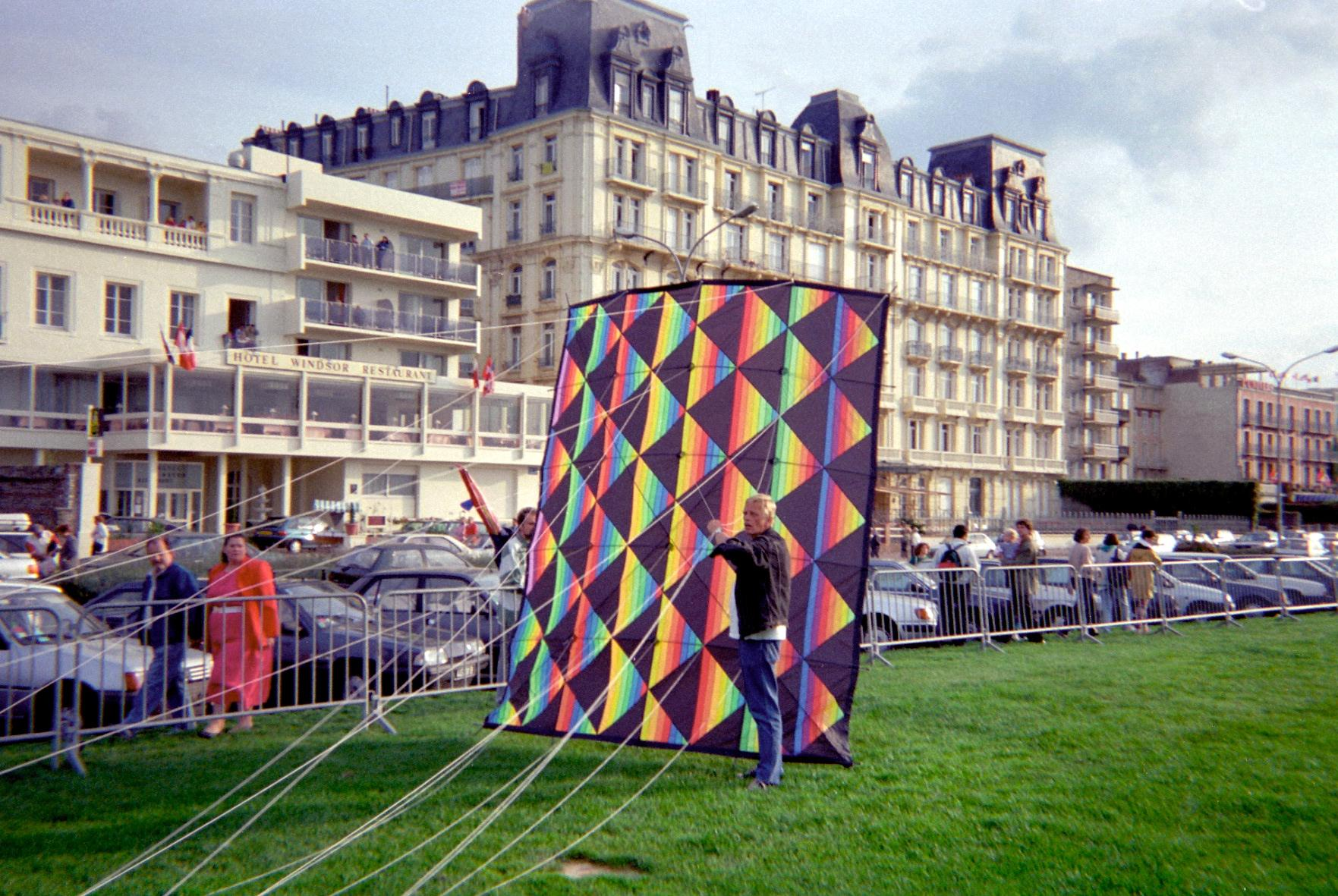
1992年
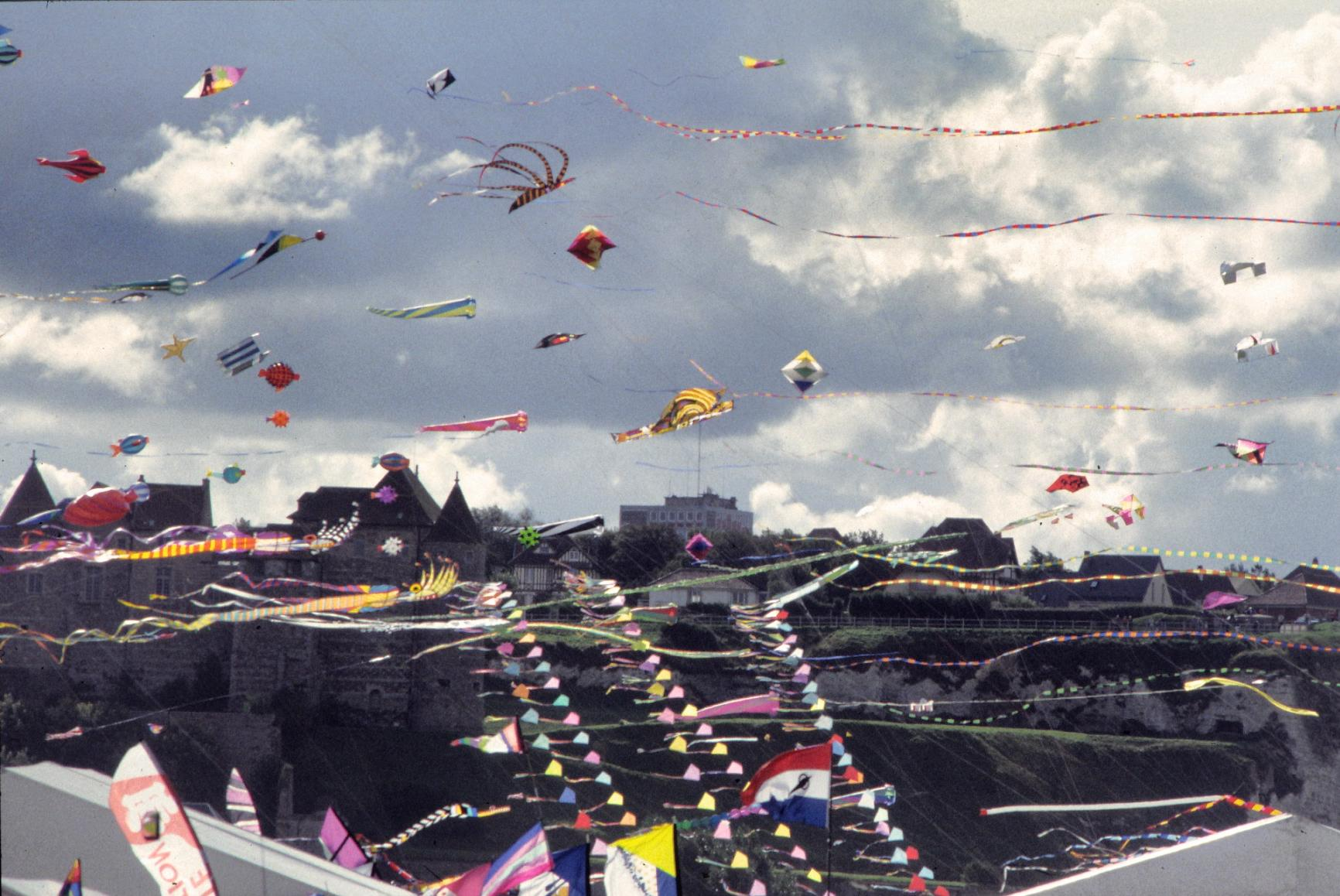
1994年
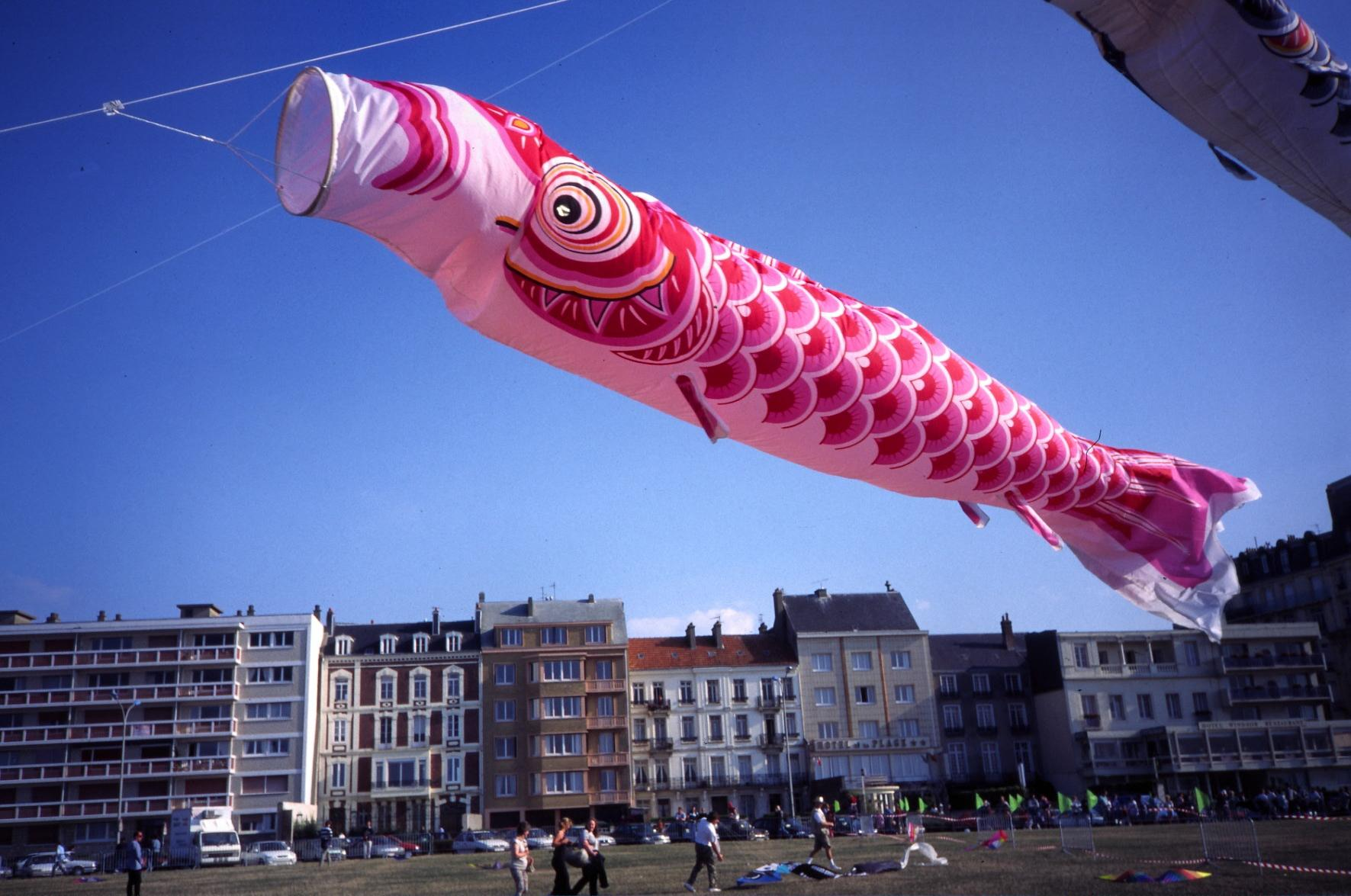
1996年
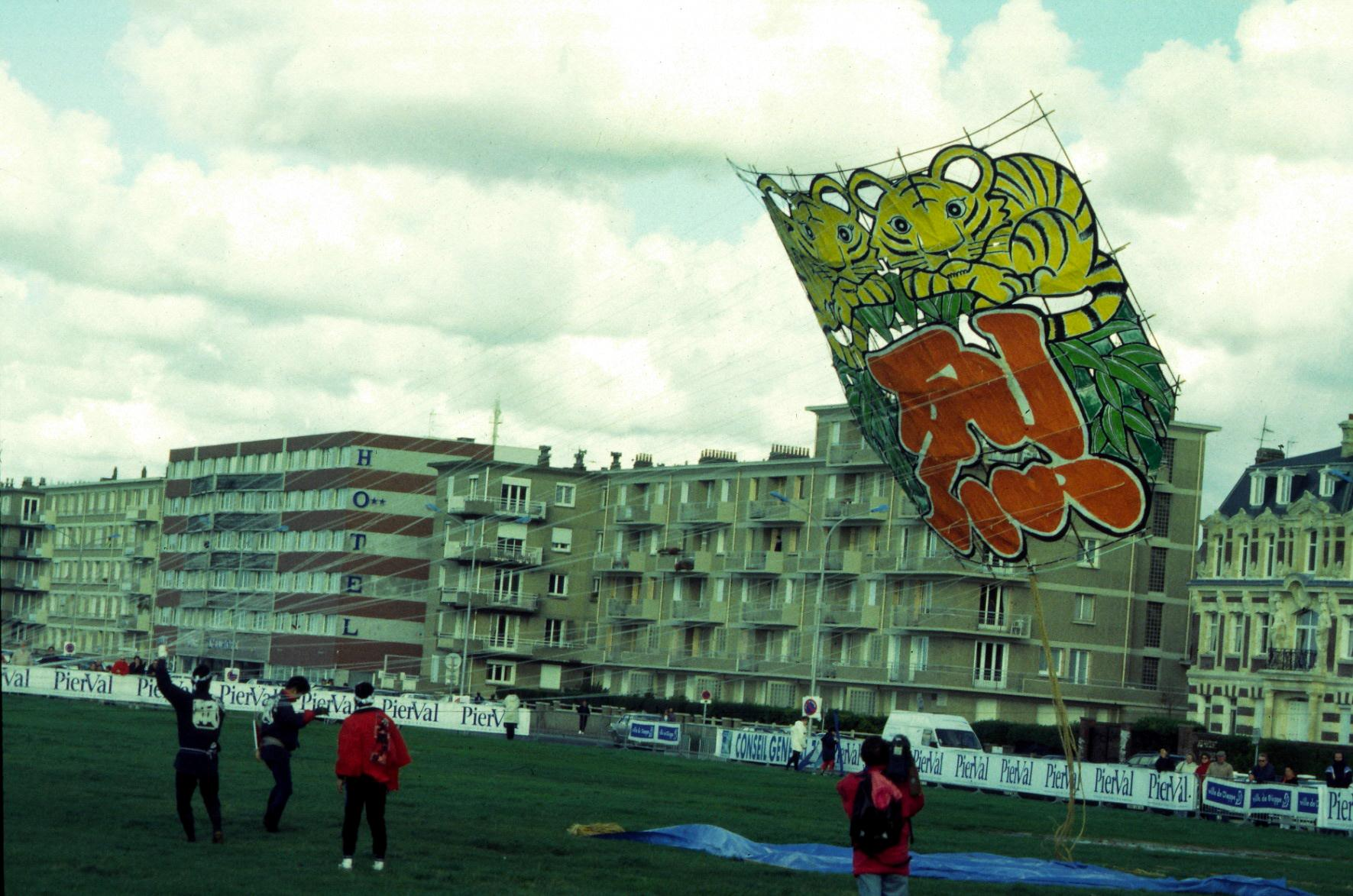
1998年